# Adolphe Englebienne

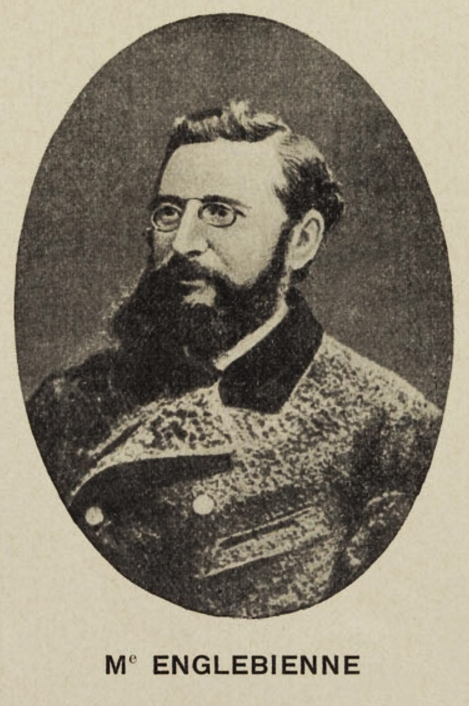
Adolphe Englebienne.

Adolphe Victor Englebienne (Courcelles, 7 mei 1844 ― Bergen, 17 november 1906) was een Belgisch jurist en advocaat die optrad in een aantal belangrijke strafzaken aan het einde van de 19e eeuw.

## Biografie

### Carrière als industrieel en advocaat
Englebienne begon zijn carrière als industrieel, daar hij eigenaar was van een metallurgie in Houdeng-Aimeries. Nadat hij rechten had gestudeerd, maakte hij de overstap naar de advocatuur. 
Als advocaat stond hij bekend als een uitstekend redenaar, die pleitte in grote Belgische rechtszaken aan het einde van de 19e eeuw, aan de zijde van gerenommeerde advocaten. Van de 61 processen waarin hij pleitte, eindigden er dertig in een vrijspraak. Samen met Jules Destrée verdedigde hij in 1886 vakbondsman Oscar Falleur, die vervolgd werd vanwege zijn rol in de arbeidersopstanden in Wallonië dat jaar en uiteindelijk veroordeeld werd tot 20 jaar dwangarbeid. In het zogeheten Procès du Grand Complot, waarbij verschillende leidende figuren van de Parti Socialiste Républicain in 1889 voor assisen moesten verschijnen omdat ze ervan verdacht werden de Belgische instellingen te willen omverwerpen, verdedigde hij samen met onder andere Paul Janson en Edmond Picard de beschuldigden en slaagden ze erin om hen te laten vrijspreken. 
Ook was hij de raadsman van ex-parlementslid Gustave Van der Smissen, die in 1886 zijn ontrouwe echtgenote Alice Renaud had doodgeschoten. Englebienne probeerde zijn cliënt een zo laag mogelijke straf te laten krijgen door de reputatie van Alice Renaud te beschadigen, hetgeen Van der Smissens vorige advocaat, Jules Le Jeune, had geweigerd. Hij deed dat door de briefwisseling van Renaud met een van haar vroegere minnaars, kunstschilder Félicien Rops, openbaar te maken. Rops was hier niet over te spreken en stuurde een recht van antwoord naar de pers, waarin hij Englebienne uitdaagde tot een duel. Zover kwam het niet en uiteindelijk kreeg Van der Smissen voor het assisenhof van Bergen tien jaar cel.
Na zijn carrière als advocaat werd Englebienne vrederechter voor het kanton Bergen. Hij bleef deze functie uitoefenen tot aan zijn dood in 1906.

### Politieke carrière
Englebienne was ook actief als politicus voor de Katholieke Partij. In 1881 werd hij samen met de latere minister Alphonse Harmignie verkozen tot gemeenteraadslid van Bergen. Ook zetelde hij voor het kanton Edingen in de provincieraad van Henegouwen, waar hij zich ontpopte tot een van de leiders van de katholieken.
Bij de verkiezingen van 13 juni 1882 werd Adolphe Englebienne voor het arrondissement Zinnik verkozen in de Kamer van volksvertegenwoordigers. Bij de eerste stemronde had de liberaal Grégoire Wincqz meer stemmen behaald dan hem, maar omdat beide kandidaten geen meerderheid van 50 procent achter zich hadden, diende er een ballotage te komen, waarbij Englebienne Wincqz nipt versloeg. De liberalen vochten de overwinning van Englebienne aan, waardoor in de Kamer een commissie werd opgericht die de verkiezingen in Zinnik moest onderzoeken. Uiteindelijk besliste die commissie om 141 stembrieven ongeldig te verklaren. De Kamer ging hier in februari 1883 mee akkoord, waarna Englebienne zijn zetel verloor ten voordele van Wincqz.